# فترة كيون
كيون (慶雲) هو اسم حقبة يابانية (年号 ،nengō، "اسم السنة") بعد فترة تايهو وقبل وادو. امتدت الفترة من شهر مايو 704 إلى يناير 708. وكان الإمبراطوران السائدان خلالها هما مونمو-تِنُّو (文 武天皇) وجينمي-تِنُّو (元 明天 皇).